# チャップリンの総理大臣
『チャップリンの総理大臣』(Caught in a Cabaret) は、1914年公開の短編サイレント映画。キーストン社による製作で、監督はメーベル・ノーマンド。1971年に映画研究家ウノ・アスプランドが制定したチャールズ・チャップリンのフィルモグラフィーの整理システムに基づけば、チャップリンの映画出演12作目にあたる。別邦題は「キャバレー御難の巻」。
チャップリン映画の定番の一つである「替え玉 or なりすましもの」に属し、この系譜は以降『チャップリンの駈落』や『チャップリンの伯爵』などに引き継がれる。上流階級を皮肉るという点においても『チャップリンのスケート』や『のらくら』、『街の灯』の先駆を成している。

## あらすじ
スラム街のキャバレーでウェイターとして働くチャーリーは、恋人とのデート中に暴漢に襲われていたメーベルを救出する。グリーンランド総理大臣の名刺を見せて身分詐称したチャーリーは、メーベルに気に入られパーティーに招待される。一方、暴漢から逃げてメーベルにふられた恋人はチャーリーの後をつけ、チャーリーがウェイターであることを知る。いったんキャバレーに戻って正装したチャーリーはパーティーに出かけ大いに歓待されるが、キャバレーに戻る刻限が近づいて途中で辞去。メーベルの恋人は、パーティーの参会者たちを誘ってキャバレーにやってくる。紳士淑女らの来訪に店員たちは喜んでもてなすが、メーベルは喧噪ぶりに唖然。メーベルと鉢合わせしたチャーリーは何とか取り繕おうとするが、やがて正体がばれて逆上、店中を巻き込んで乱闘した末になおもメーベルに言い寄るが、突き飛ばされてひっくり返る。

## 背景
この作品では、当時のチャップリンの愛犬であるダックスフントが登場し、チャーリーをキャバレーの外に連れ出す役目を果たしている。もっともチャップリンは後年、『チャップリンの拳闘』や『犬の生活』で犬を巧みに使う作品を製作するが、ダックスフントはストーリーを広げる役割を果たしているものの、それらの作品ほど関係が深いわけではない。

## キャスト
出典：
- メーベル・ノーマンド：メーベル
- チャールズ・チャップリン：ウェイター
- ハリー・マッコイ（英語版）：恋仇
- チェスター・コンクリン：ウェイター仲間
- エドガー・ケネディ（英語版）：カフェ経営者
- ミンタ・ダーフィ：キャバレーの客
- フィリス・アレン：ダンサー
- ジョゼフ・スウィッカード（英語版）：メーベルの父親
- アリス・ダヴェンポート（英語版）：メーベルの母親
- ゴードン・グリフィス（英語版）：公園の少年
- アリス・ハウエル（英語版）：パーティーのゲスト
- ウォレス・マクドナルド（英語版）：パーティーのゲスト
- ハンク・マン：眼帯の客
- マック・スウェイン：乱暴な客、パーティーのゲスト、少年の父親（三役）

etc